# Phyllostachys nigella
Phyllostachys nigella är en gräsart som beskrevs av Tai Hui Wen. Phyllostachys nigella ingår i släktet Phyllostachys och familjen gräs. Inga underarter finns listade i Catalogue of Life.